# NGC 7464
NGC 7464 ist eine elliptische Galaxie vom Hubble-Typ E1 im Sternbild Pegasus am Nordsternhimmel. Sie ist schätzungsweise 91 Millionen Lichtjahre von der Milchstraße entfernt und hat einen Durchmesser von etwa 15.000 Lj.
Im selben Himmelsareal befinden sich u. a. die Galaxien NGC 7448, NGC 7461, NGC 7463, NGC 7465.
Das Objekt wurde am 27. August 1864 von Heinrich Louis d’Arrest entdeckt.